# Baby Let's Play House
Singles de Elvis Presley
You're a Heartbreaker
(1954) Heartbreak Hotel
(1956)
Baby Let's Play House est une chanson écrite et originellement enregistrée par Arthur Gunter. Enregistrée par lui chez Excello Records en été de 1954, elle est sortie sur la face B de son tout premier single (Excello 2047),.
En décembre de la même année, la chanson a été enregistrée par le groupe vocal Thunderbirds. Leur version a été publiée à Miami, en Floride, chez DeLuxe,. 
Trois mois plus tard, Elvis Presley a sorti sa version. C'était son quatrième single chez Sun Records (avec I'm Left, You're Right, She's Gone sur la face A), sorti le 1er avril 1955. Avec ce single (grâce à Baby Let's Play House, qui s'est bien vendue), Elvis a obtenu son premier hit au niveau national.
Elvis Presley l'a probablement enregistrée le 5 février 1955,, quand la version originale d'Arthur Gunter était déjà un succès, parce que la version d'Arthur Gunter a été un hit à Nashville et a aussi atteint la 12e place des classements R&B de Billboard en janvier 1955,.

## Composition
Cette chanson a été inspirée par la chanson d'Eddy Arnold de 1951 I Want to Play House with You,.

## Autres reprises et influence
La chanson a été notamment enregistrée par Buddy Holly.
La chanson a inspiré John Lennon à écrire la chanson des Beatles Run for Your Life, issue sur l'album Rubber Soul.